# Jiří Pelikán
Jiří Pelikán (ur. 7 lutego 1923 w Ołomuńcu, zm. 26 czerwca 1999 w Rzymie) – czeski publicysta, początkowo działacz komunistyczny, następnie na emigracji we Włoszech założyciel kulturalnego periodyku „Listy” oraz socjalistyczny deputowany do Parlamentu Europejskiego. Syn rzeźbiarza Juliusa Pelikána.
Pochodził z rodziny robotniczej. W czasie II wojny światowej był przez 5 miesięcy więziony przez gestapo, potem ukrywał się pod zmienionym nazwiskiem. Po wojnie został aktywistą młodzieżowym i związkowym, działaczem Frontu Narodowego, a następnie funkcjonariuszem komitetu centralnego KSČ. W latach 1955–1963 sekretarz generalny Międzynarodowego Związku Studentów.
W latach 1963–1968 dyrektor telewizji państwowej. W czasie praskiej wiosny reprezentował stanowisko proreformatorskie, w wyniku czego telewizja dość jawnie informowała społeczeństwo o ówczesnych wydarzeniach politycznych. Po inwazji wojsk Układu Warszawskiego „przesunięty” do pracy w służbach dyplomatycznych, został attaché kulturalnym ambasady czechosłowackiej we Włoszech. W 1969 odmówił powrotu do kraju i poprosił o azyl polityczny we Włoszech, a w 1977 uzyskał tamtejsze obywatelstwo. W 1974 StB próbowała bezskutecznie dokonać zamachu na jego życie przy użyciu materiału wybuchowego, w 1977 omal nie został zatrzymany podczas potajemnej wizyty w Czechosłowacji.
We Włoszech zaangażował się w działalność polityczną, a od 1978 był przez dwie kadencje posłem do Parlamentu Europejskiego z ramienia Włoskiej Partii Socjalistycznej. Po roku 1990 pracował krótko jako doradca prezydenta Czechosłowacji Václava Havla.
W 1998 został odznaczony Medalem Za zasługi I stopnia.